# Vepris samburuensis
Vepris samburuensis är en vinruteväxtart som beskrevs av J.O. Kokwaro. Vepris samburuensis ingår i släktet Vepris och familjen vinruteväxter. Inga underarter finns listade i Catalogue of Life.